# Verzorgingsplaats De Middelaar
Verzorgingsplaats De Middelaar is een Nederlandse verzorgingsplaats, gelegen aan de noordzijde van A1 Oldenzaal-Amsterdam tussen afrit 15 Barneveld en afrit 14 Hoevelaken ten zuidoosten van Hoevelaken, echter in het uiterste oosten van de gemeente Amersfoort.

## Naamgeving
De verzorgingsplaats is vernoemd naar de buurtschap Middelaar die tegenwoordig een onderdeel van Hoevelaken en de gemeente Nijkerk is. Middelaar is ook de naam van een straat, een nieuwbouwwijk en een sportpark, allemaal nabij de verzorgingsplaats gelegen.
Richting Oldenzaal:
Honswijck · 
Ronduit · 
De Slaag · 
Palmpol ·
Tolnegen · 
Lucasgat · 
Bruggelen · 
De Paal · 
Boermark · 
Bolder · 
Het Lonnekermeer
Richting Amsterdam:
De Poppe · 
Het Veelsveld · 
Struik · 
De Hop · 
Vundelaar · 
De Hucht · 
De Strubben · 
Tolnegen · 
Aanschoten · 
Uilengoor · 
De Middelaar · 
Neerduist · 
Bastion · 
Hackelaar